# ベライゾン・ワイヤレス
ベライゾン・ワイヤレス（Verizon Wireless）は、アメリカ合衆国の加入者数第一位の携帯電話事業者。ベライゾン・コミュニケーションズの完全子会社。本社所在地は、ニュージャージー州 Basking Ridge。2018年9月末での加入者数は、約1億5397万人。CDMAおよびFD-LTEオペレータとしても世界最大級である。

## 概要
ベライゾン・コミュニケーションズとボーダフォン（UK）の合弁による携帯電話会社として1999年に発足したが、2013年9月2日に、ベライゾンは、1300億ドルでボーダフォン保有のベライゾン・ワイヤレス株を買取り、合弁を解消し完全子会社化することを発表した。
第3世代移動通信システムは、CDMA2000 (1x EV-DO)を採用している。第1世代（アナログ）通信規格として採用していたAMPSは、2008年2月に終了した。
第3.9世代移動通信システムは日本のKDDI同様、UMBの方針を取りやめ、LTEでのサービスを開始している。利用周波数帯は、SMHバンドにあたる700MHz帯(Band 12)。
ベライゾン・ワイヤレスは、1999年9月にベル・アトランティック傘下の携帯電話事業者ベル・アトランティック・モバイル、Vodafone AirTouch Plc.のアメリカ合衆国内事業(旧エアタッチ・コミュニケーションズ)、GTEワイヤレスおよびPrimeCoコミュニケーションズの4社が合併して成立した。このため、全国的に、多くのセルラーバンド(800MHz)Bブロックのライセンスを保持している。

## ブランディング
Verizonという社名は、ラテン語のveritas（英語のtruth・真実）と、horizon（地平線・水平線）とを合成してつけられた。

## 現況
ベライゾン・ワイヤレスは全米最大の加入者数のキャリアである。
かつて2004年にシンギュラー・ワイヤレスがAT&Tワイヤレスを買収したため、2009年1月に、Alltelの買収を完了するまでは、加入者数で逆転されていた。
2007年11月に、ベライゾン・ワイヤレスは、オープンハンドセットポリシーを発表した。これは、従来までは、ベライゾン・ワイヤレスの承認端末のみが、ベライゾン端末として登録利用できたのに対し、2008年からは、ベライゾン・ワイヤレスの非承認の端末でも、ローミングでないベライゾン端末としてのネットワーク利用を認めるというものである。これは、GSM側では、アンロックされた端末とSIMカードの組み合わせにより多種多様な端末の利用がなされていることへの、遅まきながらの対抗策と考えられる。
また、同月に、同社は、3.9G技術としてLTEのトライアルを、2008年から始めると発表した。LTEは、W-CDMA/GSM系の技術である。同社は、世界のCDMA陣営のなかでは、ネットワーク規模、加入者数で最大規模であり、その行方は注目された。
2008年2月には、全米の自社他社を含む、固定電話・携帯電話への通話定額サービスを発表。
2009年1月には、業界5位のAlltelの買収を完了した。これにより、ベライゾン・ワイヤレスは、再び加入者数で、全米首位となった。
通信業界の中では、携帯電話は今後も成長が見込まれる数少ない分野であるため、筆頭株主であるベライゾン・コミュニケーションズは、ベライゾン・ワイヤレスの残り45%のボーダフォン保有株を買い取ることにより、100%子会社化したい旨を、これまでにも再三に渡って表明している。しかしボーダフォンは、2004年に、当時のAT&T Wirelessの買収に失敗して以降、ベライゾン・ワイヤレスが唯一のアメリカにおける足場であるため、ベライゾン・コミュニケーションズによる株買い取り提案は、常に拒否してきた。
2013年9月2日にボーダフォンは、ベライゾン・ワイヤレスの自社保有分、45%の株式を、総額1300億ドルで、ベライゾン・コミュニケーションズに売却することで、同社と合意したと発表した。売却代金のうち、589億ドルは現金、602億ドルはベライゾン・コミュニケーションズの株式による支払いである。
2014年2月21日に、ベライゾン・コミュニケーションズは、ベライゾン・ワイヤレスのボーダーフォン持株分45%すべての買取り手続きが完了したことを発表した。これにより、ベライゾン・ワイヤレスは、100%子会社となった。
2016年8月、ベライゾンはワイヤレス事業の新社長にイギリスのプロバイダーO2の元代表ローナン・ダンを採用した。
2018年6月8日、ベライゾンは、2010年から2016年の間に電気通信機器メーカーEricssonの代表などを務めたハンス・ヴェストバーグが2018年8月1日付でCEOに就任することが決まったと発表した。
2021年11月23日、ベライゾンは約62億5000万ドル相当でTracFone Wirelessを買収した。

## 主な料金プラン
主に、通話専用のベーシックプラン、通話と無制限SMSがついたセレクトプラン、通話と無制限SMS、無制限Webがついたプレミアムプランがある。1人で使う場合、いずれのプランで、それぞれ月あたり450分、900分、無制限の3種類の無料通話分が選べる。家族で使う場合は無料通話分を分け合うコースが用意されている。

## 主な端末納入メーカー

### 現在
- LG
- サムスン
- モトローラ
- Apple
- 京セラ
- ソニーモバイル

### 過去の日系メーカー
- NECカシオ（CASIOブランド）
- シャープ(Verizon Wireless Z800およびMicrosoft Kin)
- 東芝(Audiovoxブランド)